# Mushaga Bakenga
Mushagalusa Bakenga Joar Namugunga, kurz Mushaga Bakenga, (* 8. August 1992 in Trondheim) ist ein norwegischer Fußballspieler.

## Karriere

### Verein
Bakenga spielte in den Jugendmannschaften von Rosenborg BK und rückte im Januar 2010 in den Herrenbereich auf. In der Spielzeit 2011 bildete er mit dem Schweden Rade Prica ein Sturmduo, bestritt 26 von 30 Saisonspielen und erzielte zwölf Saisontore.
Im Winter 2012 wechselte Bakenga zum belgischen Erstligisten FC Brügge, bei dem er einen bis zum Jahre 2017 laufenden Vertrag unterschrieb. Anfang September 2013 ging er auf Leihbasis in die dänische Superliga zu Esbjerg fB. Nach Ende dieses Leihgeschäfts wurde er im Juli 2014 an den deutschen Zweitligisten Eintracht Braunschweig verliehen. In der Winterpause verließ Bakenga Braunschweig, nachdem er nur selten berücksichtigt worden war. Im März 2015 wechselte er zum norwegischen Meister und Pokalsieger Molde FK. In seinem ersten Trainingsspiel für seinen neuen Verein zog er sich einen Achillessehnenriss zu.
Im Juli 2016 verpflichtete ihn sein früherer Verein Rosenborg BK. Ein Jahr später schloss er sich dem Ligarivalen Tromsø IL an. 2019 wurde er von dort kurzzeitig an Zweitligist Ranheim Fotball verliehen.
Im August 2024 unterschrieb Bakenga beim indischen Verein Indian Super League Punjab. Am 19. Dezember 2024 gab Punjab FC bekannt, dass der Verein und Bakenga einvernehmlich beschlossen hatten, getrennte Wege zu gehen.

### Nationalmannschaft
Bakenga durchlief ab der U-15 alle norwegischen Jugend- und Juniorennationalmannschaften. In der A-Nationalmannschaft kam er am 18. Januar 2014 im Auswärtsspiel gegen Polen (0:3) zu seinem einzigen Auftritt.

## Erfolge
- Norwegischer Meister: 2009, 2010, 2016, 2017
- Norwegischer Pokalsieger: 2016
- Norwegischer Superpokalsieger: 2017